# 블루멈
블루멈(Bluemum Co. Ltd.)은 대한민국의 벤처 기업이었다. '인터넷 광고를 보는 사람에게 돈을 준다'는 구호로 사업을 하여 코스닥에서 주가가 폭등하였다가 실적 부진으로 이름이 여러번 바뀌고, 결국 2009년에 상장 폐지되었다.
주 사업은 IP 셋톱박스와 대리석 판매였으며, 도중에 농구단을 인수하기도 했다.

## 연혁
- 1997년 : 인포뱅크커뮤니케이션즈로 설립
- 2002년 : (주)코리안텐더로 변경
- 2004년 : 업종을 전자상거래에서 IP 셋톱박스 제조 및 판매업으로 변경
- 2009년 : 블루멈으로 변경 및 상장 폐지